# تسويوشي كوبوتا
تسويوشي كوبوتا (باليابانية: 久保田 剛史) (مواليد 28 فبراير 1978)، هو لاعب كرة قدم سابق كان يلعب كلاعب وسط.